# Linda Moretti
Pour les articles homonymes, voir Moretti.
Linda Moretti, née le 10 février 1921 à Orta Nova et morte le 8 juillet 2005 à Naples, est une actrice italienne.

## Filmographie partielle
- 1964 : La Rancune (The Visit) de Bernhard Wicki
- 1976 : Affreux, sales et méchants (Brutti, Sporchi e Cattivi) d'Ettore Scola
- 1979 : Immacolata et Concetta (Immacolata e Concetta, l'altra gelosia) de Salvatore Piscicelli
- 1981 : La Peau (La pelle) de Liliana Cavani
- 1994 : Le Facteur (Il postino) de Michael Radford et Massimo Troisi